# Hamelin de Warenne, Earl of Surrey
Hamelin de Warenne, Earl of Surrey (manchmal auch anachronistisch Hamelin Plantagenet genannt) (* 1129; † 7. Mai 1202) war ein  Adliger am Hof der englischen Könige Heinrich II., Richard I. und Johann Ohneland.

## Leben
Er war ein unehelicher Sohn von Gottfried von Anjou, also ein Halbbruder von Heinrich II. und Onkel von Richard I. und Johann. Heinrich gab ihm eine der reichsten Erbinnen Englands zur Ehefrau, Isabella de Warenne, Countess of Surrey aus eigenem Recht. Sie war die Witwe von Wilhelm von Blois († 1159), dem dritten Sohn des Königs Stephan. Hamelin und Isabella heirateten im April 1164, danach wurde Hamelin üblicherweise als Comte de Warenne bezeichnet denn als Earl of Surrey. Als Konsequenz nahmen er und seine Nachkommen den Familiennamen Warenne an.
Sein Grundbesitz lag um Conisbrough in Yorkshire, wo Hamelin eine starke Burg baute. Er besaß auch den „third penny“ der Grafschaft Surrey (d. h. ein Drittel der Steuereinnahmen von den Höfen der Grafschaft) sowie die Burgen Mortemer und Bellencombre in der Normandie.
Hamelin beteiligte sich 1164 an der Denunziation Thomas Beckets, wurde aber nach dessen Tod zu einem der eifrigsten Befürworter von Beckets Kanonisierung. 1176 begleitete er seine Nichte Johanna zu ihrer Hochzeit nach Sizilien.
Zeit seines Lebens stand Hamelin loyal zu König Heinrich II., auch als sich viele Adlige gegen ihn stellten, zu König Richard I. und dessen Regenten Wilhelm von Longchamp. Er nahm an der zweiten Krönung Richards 1194 ebenso teil wie an der Krönung Johanns 1199. Er starb 1202 und wurde im Kapitelhaus von Lewes Priory in Sussex bestattet. Sein Nachfolger als Earl of Surrey wurde sein Sohn William de Warenne. Seine Tochter Adela war die Mätresse ihres Vetters König Johann und die Mutter von Richard of Chilham.